# Atzgersdorf
 (mai 2023).
La mise en forme du texte ne suit pas les recommandations de Wikipédia : il faut le « wikifier ».
Les points d'amélioration suivants sont les cas les plus fréquents. Le détail des points à revoir est peut-être précisé sur la page de discussion.
- Les titres sont pré-formatés par le logiciel. Ils ne sont ni en capitales, ni en gras.
- Le texte ne doit pas être écrit en capitales (les noms de famille non plus), ni en gras, ni en italique, ni en « petit »…
- Le gras n'est utilisé que pour surligner le titre de l'article dans l'introduction, une seule fois.
- L'italique est rarement utilisé : mots en langue étrangère, titres d'œuvres, noms de bateaux, etc.
- Les citations ne sont pas en italique mais en corps de texte normal. Elles sont entourées par des guillemets français : « et ».
- Les listes à puces sont à éviter, des paragraphes rédigés étant largement préférés. Les tableaux sont à réserver à la présentation de données structurées (résultats, etc.).
- Les appels de note de bas de page (petits chiffres en exposant, introduits par l'outil «  Source ») sont à placer entre la fin de phrase et le point final[comme ça].
- Les liens internes (vers d'autres articles de Wikipédia) sont à choisir avec parcimonie. Créez des liens vers des articles approfondissant le sujet. Les termes génériques sans rapport avec le sujet sont à éviter, ainsi que les répétitions de liens vers un même terme.
- Les liens externes sont à placer uniquement dans une section « Liens externes », à la fin de l'article. Ces liens sont à choisir avec parcimonie suivant les règles définies. Si un lien sert de source à l'article, son insertion dans le texte est à faire par les notes de bas de page.
- La présentation des références doit suivre les conventions bibliographiques. Il est recommandé d'utiliser les modèles {{Ouvrage}}, {{Chapitre}}, {{Article}}, {{Lien web}} et/ou {{Bibliographie}}. Le mode d'édition visuel peut mettre en forme automatiquement les références.
- Insérer une infobox (cadre d'informations à droite) n'est pas obligatoire pour parachever la mise en page.

Pour une aide détaillée, merci de consulter Aide:Wikification.
Si vous pensez que ces points ont été résolus, vous pouvez retirer ce bandeau et améliorer la mise en forme d'un autre article.
 (mai 2023).
 (mai 2023).
Si vous disposez d'ouvrages ou d'articles de référence ou si vous connaissez des sites web de qualité traitant du thème abordé ici, merci de compléter l'article en donnant les références utiles à sa vérifiabilité et en les liant à la section « Notes et références ».
Atzgersdorf est un district de Liesing, le vingt-troisième arrondissement de Vienne.

## Histoire
Le nom Atzgersdorf résulte de la combinaison du nom personnel Atzichî et du mot Dorf (village). La ville fut mentionnée pour la première fois dans des documents datant d'environ 1120. La paroisse d'Atzgersdorf fut fondée vers 1300 et servit de centre religieux pour les villes environnantes. Le premier seigneur d'Atzgersdorf, dont le nom est connu, fut Hans von Liechtenstein, dont les domaines furent confisqués par le duc Albert III d'Autriche vers 1390. Atzgersdorf fut le centre d'un fief qui comprenait, également, les villages de Lainz, Speising et Unterliesing. Ces possessions sont restées un fief souverain jusqu'en 1652, lorsque l'archiduc Ferdinand III le vendit à son chancelier Johann Matthias Prückelmayr. Ce dernier léga le domaine aux Jésuites en 1656, qui en sont restés les propriétaires jusqu'à la dissolution de l'ordre en 1773. Atzgersdorf fut gravement endommagé lors du second siège de Vienne, par les ottomans en 1683. 
Au XVIIIe siècle, l'endroit devint un important lieu de pèlerinage, avec la Fieberkreuz conservée à ce jour dans l'église paroissiale d'Atzgersdorf. En 1775, Georg Adam von Starhemberg acquit la propriété du fief d'Atzgersdorf. Il vendit Unterliesing et déplaça le siège seigneurial au château d'Alterlaa, où il est resté jusqu'à la fin de la période féodale. Jérôme Bonaparte et Pierre de Blacas d'Aulps furent les principaux seigneurs d'Atzgersdorf. Jusqu'au XIXe siècle, le lieu était caractérisé par l'agriculture et l'élevage. En raison de la construction de la ligne de chemin de fer sud vers Atzgersdorf, en 1841, l'industrialisation du village commença. Plusieurs moulins à eaux situés sur la Liesing furent convertis en usines utilisant l'énergie hydroélectrique. En 1844, Johann et Hedwig Langer devinrent les derniers propriétaires d'Atzgersdorf et d'Erlaa.  
Après l'abolition du système féodal, Atzgersdorf fut établi, le 25 juin 1850, comme commune indépendante. Joseph Carlberger, qui fut le juge local d'Atzgersdorf de 1831 à 1850, fut élu comme premier maire de la commune. Entre 1831 à 1910, la population d'Atzgersdorf passa 1.899 à 10 398 habitants.  
Après l'Anschluss, le régime Nazi créa, à compter du 15 octobre 1938, le "Grand Vienne (de)" et Atzgersdorf intégra le 25ème arrondissement (Liesing). Pendant la Seconde Guerre mondiale, la région fut initialement hors de portée des bombardiers Alliés jusqu'en 1944. De ce fait, un centre industriel se développa à Atzgersdorf et à Liesing, dont les entreprises (principalement métallurgiques) devaient être utilisées comme fournisseurs pour les usines de moteurs d'avions d'Ostmark. Ces usines furent ciblées par les Alliés en 1944-1945. 
Après la guerre, selon la loi de modification territoriale du 29 juin 1946, convenue entre Vienne et le land de Basse-Autriche, Atzgersdorf fut l'une des 17 anciennes municipalités qui resta rattachée à Vienne. La puissance occupante  soviétique bloqua l'entrée en vigueur de cette loi constitutionnelle qui n'entra en vigueur que le 1er septembre 1954. Atzgersdorf, qui faisait partie du 25ème arrondissement, rejoignit le 23e arrondissement nouvellement créé, qui conserva le nom de Liesing mais pas le périmètre.